# Genetics & Applications
Genetics & Applications (G & A) ist die offizielle Zeitschrift des Instituts für Gentechnik und Biotechnologie (www.ingeb.unsa.ba) der Universität Sarajevo. Es ist eine internationale Fachzeitschrift mit freiem Zugang, die zweimal im Jahr in gedruckter und elektronischer (Online) Form erscheint und  Peer-Review-Artikel über neue und bedeutende Fortschritte auf dem Gebiet  der Grundlagen- und angewandte Genetik veröffentlicht. Sonderausgaben und Beilagen können auch nach Rücksprache mit der Redaktion veröffentlicht werden.
Die Themen, die in dieser Fachzeitschrift veröffentlicht werden, sind:
- Molekulargenetik,
- Zytogenetik,
- Pflanzengenetik,
- Animalgenetik,
- Humangenetik,
- Medizinische Genetik,
- Forensische Genetik,
- Populations- und Evolutionsgenetik,
- Erhaltungsgenetik,
- Genomik und Funktionelle Genomik,
- Gentechnik und Biotechnologie, sowie
- Bioinformatik.

Autoren werden ermutigt, vollständige, unveröffentlichte und originale Werke einzureichen, die nicht in anderen Zeitschriften im Peer-Review prozess sind. Alle Werke, die grundlegende Kenntnisse in allen Bereichen der Genetik umfassen, sind akzeptabel.
Diese Zeitschrift ist in folgenden Datenbanken indexiert: EBSCO, DOAJ, CAB Abstracts, Google Scholar, Global Health database, Crossref, Index Copernicus.
G&A verwendet die Systeme LOCKSS (Lots of Copies Keep Stuff Safe) und CLOCKSS (Controlled Lots of Copies Keep Stuff Safe), um ein sicheres und dauerhaftes Archiv der Zeitschrift bereitzustellen.
G & A veröffentlicht fünf Arten von Artikeln: Übersichtsartikel, wissenschaftliche Originalartikel, Kurzmitteilungen, Notizen und Briefe.
Diese Zeitschrift ist nur in Englisch und ist kostenlos.